# تشيت بولغر
تشيت بولغر (بالإنجليزية: Chet Bulger)‏ هو لاعب كرة قدم أمريكية أمريكي، ولد في 18 سبتمبر 1917 في Rumford, Maine ‏ في الولايات المتحدة، وتوفي في 18 فبراير 2009 في فيرفاكس في الولايات المتحدة. دُفن بولغر في مقبرة ملكة السماء.